# Universidade de Nápoles Federico II
A Universidade de Nápoles Federico II (Università degli Studi di Napoli Federico II, em italiano) está localizada em Nápoles, Itália. Foi fundada em 1224, sendo uma das mais antigas do mundo. e agora está organizada em 26 departamentos. Foi a primeira universidade da Europa dedicada à formação de pessoal administrativo secular, e é uma das instituições acadêmicas mais antigas em operação contínua. Federico II é a terceira Universidade da Itália em número de alunos matriculados, mas apesar de seu tamanho ainda é uma das melhores universidades da Itália e do mundo, sendo particularmente notável para a pesquisa; em 2015 foi classificada entre as 100 melhores universidades do mundo por citações por papel. Em outubro de 2016, a Universidade sediou a primeira Apple IOS Developer Academy e, em 2018, o Cisco Digital Transformation Lab.